# Zoophthora phytonomi
Zoophthora phytonomi är en svampart som först beskrevs av Joseph Charles Arthur, och fick sitt nu gällande namn av A. Batko 1964. Zoophthora phytonomi ingår i släktet Zoophthora och familjen Entomophthoraceae.   Inga underarter finns listade i Catalogue of Life.